# (100873) 1998 HT82
(100873) 1998 HT82 es un asteroide perteneciente al cinturón de asteroides, región del sistema solar que se encuentra entre las órbitas de Marte y Júpiter, más concretamente a la familia de Herta, descubierto el 21 de abril de 1998 por el equipo del Lincoln Near-Earth Asteroid Research desde el Laboratorio Lincoln, Socorro, Nuevo México, Estados Unidos.

## Designación y nombre
Designado provisionalmente como 1998 HT82. 

## Características orbitales
1998 HT82 está situado a una distancia media del Sol de 2,326 ua, pudiendo alejarse hasta 2,740 ua y acercarse hasta 1,911 ua. Su excentricidad es 0,178 y la inclinación orbital 1,377 grados. Emplea 1295,80 días en completar una órbita alrededor del Sol.

## Características físicas
La magnitud absoluta de 1998 HT82 es 16,6. 